# Budzice
Budzice (niem. Neuhof) – kolonia w Polsce położona w województwie zachodniopomorskim, w powiecie choszczeńskim, w gminie Bierzwnik. W latach 1975–1998 miejscowość administracyjnie należała do województwa gorzowskiego. W roku 2007 kolonia liczyła 4 mieszkańców. Miejscowość wchodzi w skład sołectwa Płoszkowo.

## Geografia
Kolonia leży ok. 2 km na północny wschód od Płoszkowa.